# یولیان آنتونیش
یولیان آنتونیش (لهستانی: Julian Antonisz؛ ۸ نوامبر ۱۹۴۱ – ۳۱ ژانویهٔ ۱۹۸۷) یک مخترع، هنرمند، پویانما، فیلم‌نامه‌نویس، آهنگساز، فیلم‌ساز آوانگارد و کارگردان فیلم اهل لهستان بود.
از فیلم‌های معروف وی می‌توان به «چگونه داکسهوند مینیاتوری کار می‌کند» (۱۹۷۱) اشاره نمود.